# Miles to Go
Miles to Go là một cuốn tự truyện của Miley Cyrus viết với Hilary Liftin, do Disney-Hyperion Books xuất bản vào tháng 3 năm 2009. Cuốn hồi ký nói về mối quan hệ của Cyrus với bố mẹ, suy nghĩ về giới truyền thông, cuộc sống tình cảm, những tham vọng và thành tích trong tương lai cô sẽ còn đạt tới. Miles to Go đạt tới vị trí #1 trên danh sách sách thiếu nhi bán chạy nhất của New York Times. Cyrus còn thêm một số hình ảnh ở giữa sách.